# Veolia Energia Warszawa
Veolia Energia Warszawa (do dnia 28 stycznia 2015 r. pod firmą Dalkia Warszawa S.A.) – polskie przedsiębiorstwo prowadzące działalność w zakresie dostaw (przesyłania, dystrybucji) i sprzedaży ciepła do odbiorców końcowych zlokalizowanych w Warszawie.
Spółka zarządza największą w Unii Europejskiej siecią ciepłowniczą o długości ok. 1800 km, która dostarcza ciepło systemowe i ciepłą wodę do 80% budynków w Warszawie.
Od października 2011 r. spółka jest częścią międzynarodowej grupy Veolia. Większościowym akcjonariuszem spółki jest Veolia Energia Polska S.A. (97% akcji).